# Patrick Nilan
Patrick Joseph Nilan (* 30. Juni 1941 in Sydney; † 10. Mai 2024) war ein australischer Hockeyspieler. Er gewann mit der australischen Nationalmannschaft eine olympische Bronzemedaille 1964 und eine olympische Silbermedaille 1968.

## Sportliche Karriere
Der 1,72 m große Patrick Nilan stand 1961 zum ersten Mal in der australischen Nationalmannschaft. Insgesamt wirkte der Innenstürmer bis 1972 in 73 Länderspielen mit, in denen er 11 Tore erzielte. 
Bei den Olympischen Spielen 1964 in Tokio gewannen die Australier in der Vorrunde vier Spiele und unterlagen den Mannschaften aus Kenia und Pakistan. Als Gruppenzweite trafen sie im Halbfinale auf den Gruppensieger der anderen Vorrundengruppe und verloren mit 1:3 gegen die indische Mannschaft. Im Spiel um Bronze bezwangen die Australier die Spanier mit 3:2. Nilan erzielte im Turnierverlauf zwei Tore, eins gegen Pakistan und eins gegen Indien.
Vier Jahre später wurden die Australier auch bei den Olympischen Spielen 1968 in Mexiko-Stadt in der Vorrunde Zweite hinter Pakistan. Wieder trafen sie im Halbfinale auf die indische Mannschaft, die Australier siegten mit 2:1 nach Verlängerung. Im Finale unterlagen die Australier mit 1:2 gegen Pakistan.
Zum Abschluss seiner internationalen Karriere spielte Nilan bei den Olympischen Spielen 1972 in München. Die Australier belegten in der Vorrunde den vierten Platz in ihrer Gruppe. Mit zwei Siegen nach Verlängerung in den Platzierungsspielen erreichten sie insgesamt den fünften Platz.
Auf Vereinsebene spielte Nilan für den Glebe Hockey Club aus Sydney. Patrick Nilan wurde 2019 in die Hall of Fame des australischen Hockeyverbands aufgenommen.